# Ipomoea philomega
Ipomoea philomega là một loài thực vật có hoa trong họ Bìm bìm. Loài này được (Vell.) House mô tả khoa học đầu tiên năm 1908.